# Gerhard Grentzin
Gerhard Grentzin, auch Gerd Grensin (* in Lübeck; † 1. Oktober 1610 ebenda) war ein Ratsherr der Hansestadt Lübeck.

## Leben

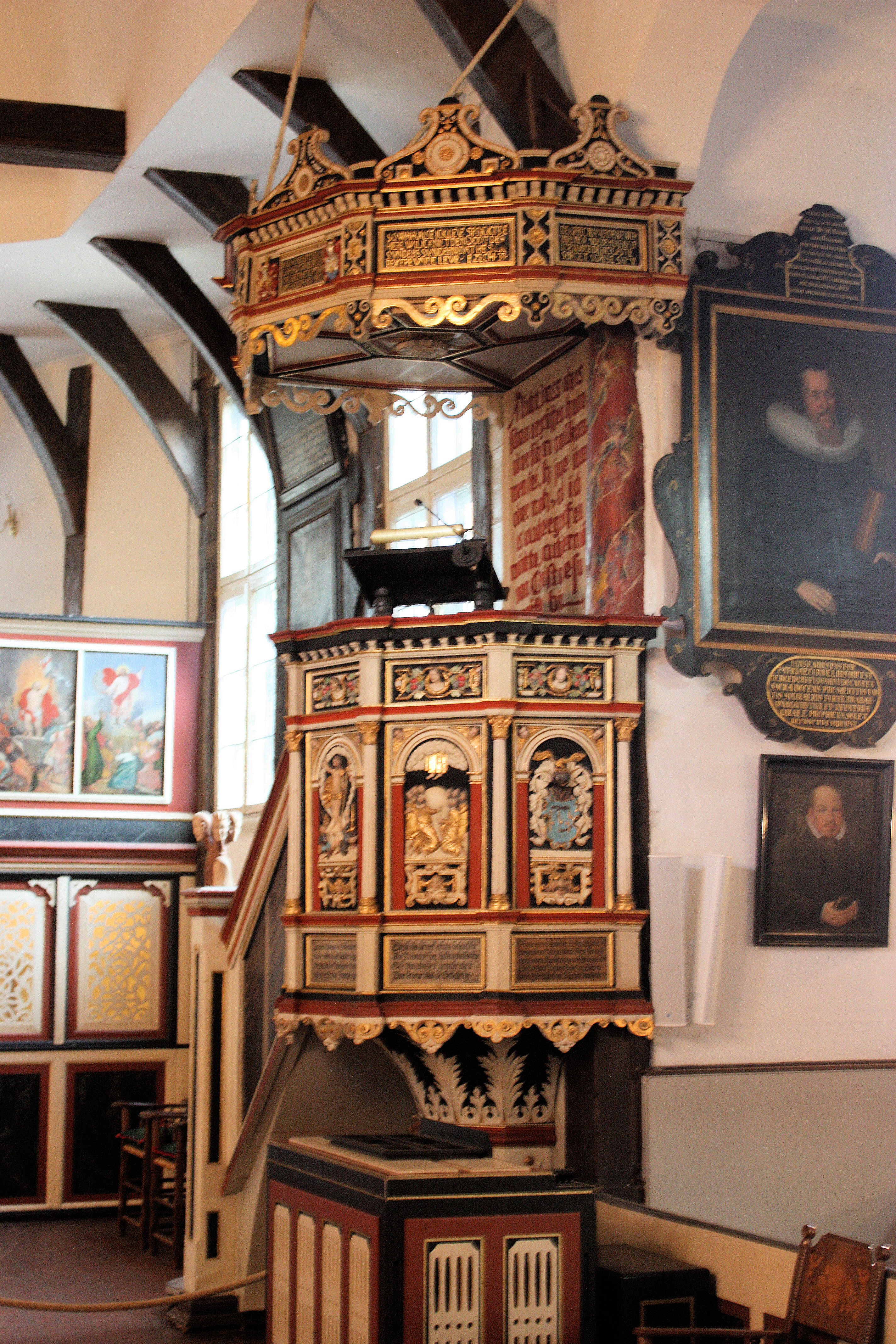
Kanzel mit Grentzins Schalldeckel in Bergedorf

Gerhard Grentzin war Sohn des aus Parchim stammenden Lübecker Bürgers Johann Grentzin (auch Gransin), der 1580 der Georgenkirche in Parchim die Kanzel stiftete. Er war Kaufmann in Lübeck und wurde 1580 in den Rat der Stadt erwählt. Von 1596 bis 1602 war er Lübecker Amtmann im beiderstädtischen Amt Bergedorf. Zum Ende seiner Amtszeit auf dem Schloss Bergedorf schenkte er der Kirche St. Petri und Pauli in Bergedorf den Schalldeckel für die Kanzel. 1609 verhalf er seinem Sohn, dem Juristen Johann Grensin, zur Bestallung als Lübecker Ratssekretär. Er bewohnte das Haus in der Großen Petersgrube 21.
Seine Schwester Maria war mit dem aus Boizenburg stammenden Lübecker Ratsherrn Johann Kruse († 1598) verheiratet, der das Nachbarhaus in der Großen Petersgrube 23 bewohnte.